# П'ятистовбуровий каштан
П'ятистовбуровий каштан — дерево, ботанічна пам'ятка природи. Росте в Сімферополі, Крим, по вул. Фрунзе, буд. 30 у дворі житлового будинку. Дерево має п'ять стовбурів, що виросли з різних плодів. Загальний обхват п'яти стовбурів 5,44 м, висота 25 м, вік майже 200 років. Каштани були посаджені в одну лунку в 1829 р. другом О. Пушкіна лікарем Ф. К. Мюльгаузеном як меморіальний сімейний знак. Дерево отримало статус ботанічної пам'ятки природи в 1972 р. Є огорожа і охоронний знак. Каштан в хорошому стані.

## Ресурси Інтернету
- Фотогалерея самых старых и выдающихся деревьев Украины

## Виноски
1. 1 2   Шнайдер С. Л., Борейко В. Е., Стеценко Н. Ф. 500 выдающихся деревьев Украины. — К.: КЭКЦ, 2011. — 203 с.